# Burundi uralkodóinak listája
Burundi egy apró közép-afrikai ország mely az újkor idején törzsi államból egységes királyság lett.
Ez a szócikk a burundi királyok listájának két változatát tartalmazza, az 1680 előtti hagyományos változatot és a modern genealógiát. A Burundi Királyság uralkodóinak címe a Mwami (többes számban abami), az uralkodók neve egy ciklust követett: Ntare („oroszlán”), Mwezi („hold”), Mutaga és Mwambutsza. Hagyományosan úgy gondolták, hogy négy teljes ciklus volt, de a modern genealógia szerint csak kettő, amely III. Ntare Rushatsi-val kezdődött.
A 16. században Burundi egy olyan királyság volt, amelyet hierarchikus politikai hatalom és hódoltsági gazdasági kereskedelem jellemzett. Egy mwami állt a nemesség (ganva) élén, amely a földek nagy részét birtokolta, királysága alattvalóit felsőbbrendűséggel irányította, valamint adományt, azaz adót követelt a földművesektől és az erdőkben élő pásztoroktól. A tuszik által vezetett monarchia évszázadokon át uralkodott Burundiban, de a Német császárság 1899-es gyarmatosításával nagyrészt ceremoniális jellegűvé vált a szerepük. A királyok névlegesen továbbra is uralkodtak a német és belga gyarmati uralom idején, és a monarchia azután is fennmaradt, hogy Burundi 1962-ben függetlenné vált Belgiumtól. Akkor szűnt meg a királyság, amikor V. Ntare Ndizeye királyt Michel Micombero ezredes, miniszterelnök és vezérkari főnök leváltotta, az 1966. novemberi államcsíny után eltörölte a monarchiát és kikiáltotta a köztársaságot.
| Uralkodó                                                           | Uralkodott                                              | Megjegyzés |
| ------------------------------------------------------------------ | ------------------------------------------------------- | ---------- |
| I. Ntare Kivimira Savuyimba Semunganzashamba Rushatsi Kambarantama | kb. 1530 – kb. 1550                                     |            |
| I. Mwezi                                                           | kb. 1550 – kb. 1580                                     |            |
| I. Mutagagg                                                        | kb. 1580 – kb. 1600                                     |            |
| I. Mwambutsa                                                       | kb. 1600 – kb. 1620                                     |            |
| II. Ntare                                                          | kb. 1620 – kb. 1650                                     |            |
| II. Mwezi                                                          | kb. 1650 – kb. 1680                                     |            |
| II. Mutaga                                                         | kb. 1680 – kb. 1700                                     |            |
| II. Mwambutsa                                                      | kb. 1700 – kb. 1720                                     |            |
| III. Ntare Rushatsi                                                | kb. 1720 – kb. 1750                                     |            |
| III. Mwezi Ndagushimiye                                            | kb. 1750 – kb. 1780                                     |            |
| III. Mutaga Senyamwiza Mutamo                                      | kb. 1780 – kb. 1800                                     |            |
| III. Mwambutsa Mbariza                                             | kb. 1800 – kb. 1830                                     |            |
| IV. Ntare Rutaganzwa Rugamba                                       | kb. 1830 – kb. 1850                                     |            |
| IV. Mwezi Gisabo Bikata-Bijogu                                     | kb. 1850 – 1908                                         |            |
| IV. Mutaga Mbikije                                                 | kb. 1908 – 1915. november 30.                           |            |
| IV. Mwambutsa Bangiricenge                                         | 1915. december 16. – 1966. július 8.                    |            |
| V. Ntare Ndizeye                                                   | 1966. szeptember 1. – november 28. (külföldről 1972-ig) |            |

## Jelképek

A Burundi királyság zászlaja (1962–1966).